# Coenraad Jacob Temminck
Coenraad Jacob Temminck (31. března 1778, Amsterdam – 30. ledna 1858, Lisse) byl nizozemský aristokrat a zoolog. Těžiště jeho zájmu tvořila ornitologie.

## Život
Temminck působil od roku 1820 až do své smrti v roce 1858 jako první ředitel Národního historického muzea v Leidenu. Jedno z jeho prvních významnějších děl Manuel d'ornithologie, ou Tableau systematique des oiseaux qui se trouvent en Europe (1815) byla standardní práce s tematikou evropského ptactva na mnoho let. Zdědil velkou sbírku ptactva od svého otce, který dlouhá léta působil jako pokladník Nizozemské východoindické společnosti.
Temminck byl také autorem děl Histoire naturelle générale des Pigeons et des Gallinacées (1813–1817), Nouveau Recueil de Planches coloriées d'Oiseaux (1820–1839) a významně přispěl k dílu Philippa Franze von Siebolda Fauna Japonica (1844–1850).
V průběhu 19. století bylo na jeho počest po něm pojmenováno mnoho zvířat mezi něž patřili jak žraloci, ryby, plazi, ptáci, tak i savci.

### Temminck vs Darwin
V roce 1868 britský přírodovědec Charles Darwin nesprávně popřel existenci bezocasé mutace kura srílanského, kterou Temminck popsal v roce 1807.

### Ocenění
V roce 1818 byl přijat do Německé akademie věd Leopoldina. 22. prosince 1837 se stal zahraničním členem oddělení přírodních věd Ruské akademie věd. Když byla v roce 1838 založena La Société Cuvierienne, byl jedním ze 140 zakládajících členů. V roce 1851 se stal členem Královské nizozemské akademie věd. V roce 1852 se stal členem korespondentem Académie des Sciences. Od roku 1855 byl čestným členem Pruské akademie věd.